# 서유행
서유형(徐裕行, 1965년 5월 25일~)은 대한민국의 야쿠자이자, 살인자이다.
재일 한국인인 그는 조 히로유키(徐裕行)라는 이름으로 활동하다가 1995년 4월 23일, 옴진리교의 무라이 히데오를 암살했으며, 살인 혐의로 징역 12년을 선고받았다.